# Bivacco Ernesto Lomasti
Il bivacco Ernesto Lomasti è un bivacco situato nel comune di Moggio Udinese (UD), sulla sella d'Aip, nelle Alpi Carniche, a 1920 m s.l.m.

## Storia
Il bivacco fu costruito nel 1979 nella sella d'Aip in occasione dei 50 anni dall'istituzione della sezione CAI di Pontebba. Il bivacco fu intitolato alla memoria di Ernesto Lomasti (1959–1979), alpinista originario di Pontebba, tra i pionieri dell'arrampicata.

## Caratteristiche
Il bivacco si trova sulla sella d'Aip, tra il versante meridionale della creta di Aip e quello settentrionale della creta di Pricotic, in prossimità del confine austriaco. La sella è posta in un anfiteatro naturale circondato dalla creta di Aip, dal Rio Secco e dal monte Cavallo.

## Accessi
Il classico accesso al bivacco parte dal passo di Pramollo seguendo il segnavia n. 403 attraverso le piste da sci in territorio austriaco fino a raggiungere un crinale erboso a ridosso del monte Madrizze (1850 m). Oltre il crinale si scende in direzione ovest verso la Rudnig Alpe per risalire fino alla sella di Aip (1942 m) e al vicino bivacco.
Un altro accesso parte dal passo del Cason di Lanza (1552 m) seguendo i segnavia del CAI n. 439 e 440.

## Ascensioni
- Monte Cavallo (2239 m), difficoltà E - via normale (dislivello 339 m; tempo di percorrenza 1 ora): dal bivacco si raggiunge la sella di Aip (1942 m) per poi percorrere la traccia in direzione sud-est al di sotto della parete nord della creta di Pricotic. Dalla sommità si raggiunge poi la vetta del monte Cavallo.
- Creta di Aip (2279 m), 2 ore.

## Traversate
- Passo del Cason di Lanza (1552 m), 2 ore
- Passo di Pramollo (1530 m), 2,5 ore
- Straniger Alm (1479 m), 4 ore
- Zollnerseehütte (1750 m), 6,5 ore
- Tröpolacher Alm (1656 m)
- Rifugio Pezzeit (1474 m)

## Galleria d'immagini

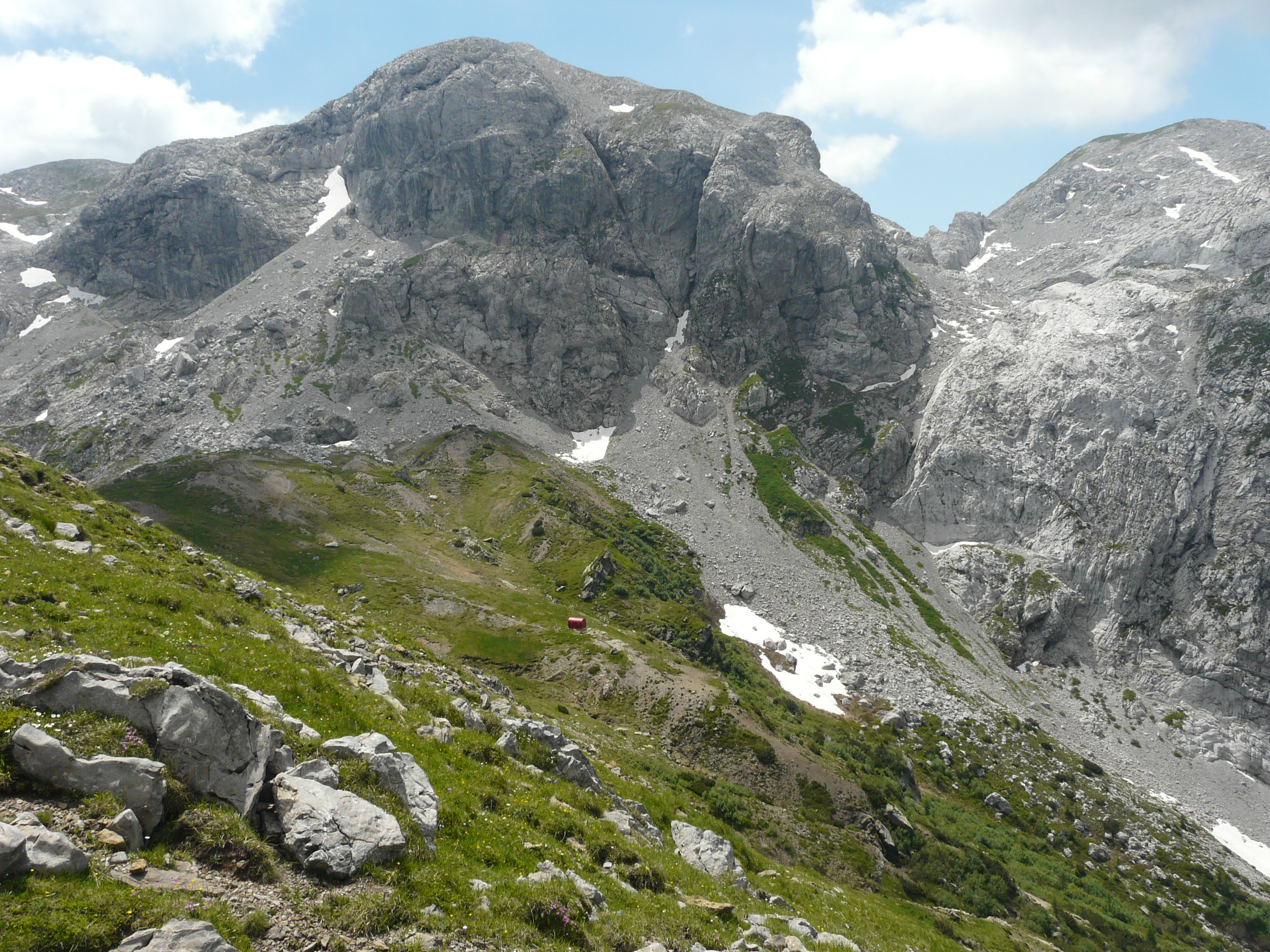
Il bivacco Lomasti visto dalla creta di Aip
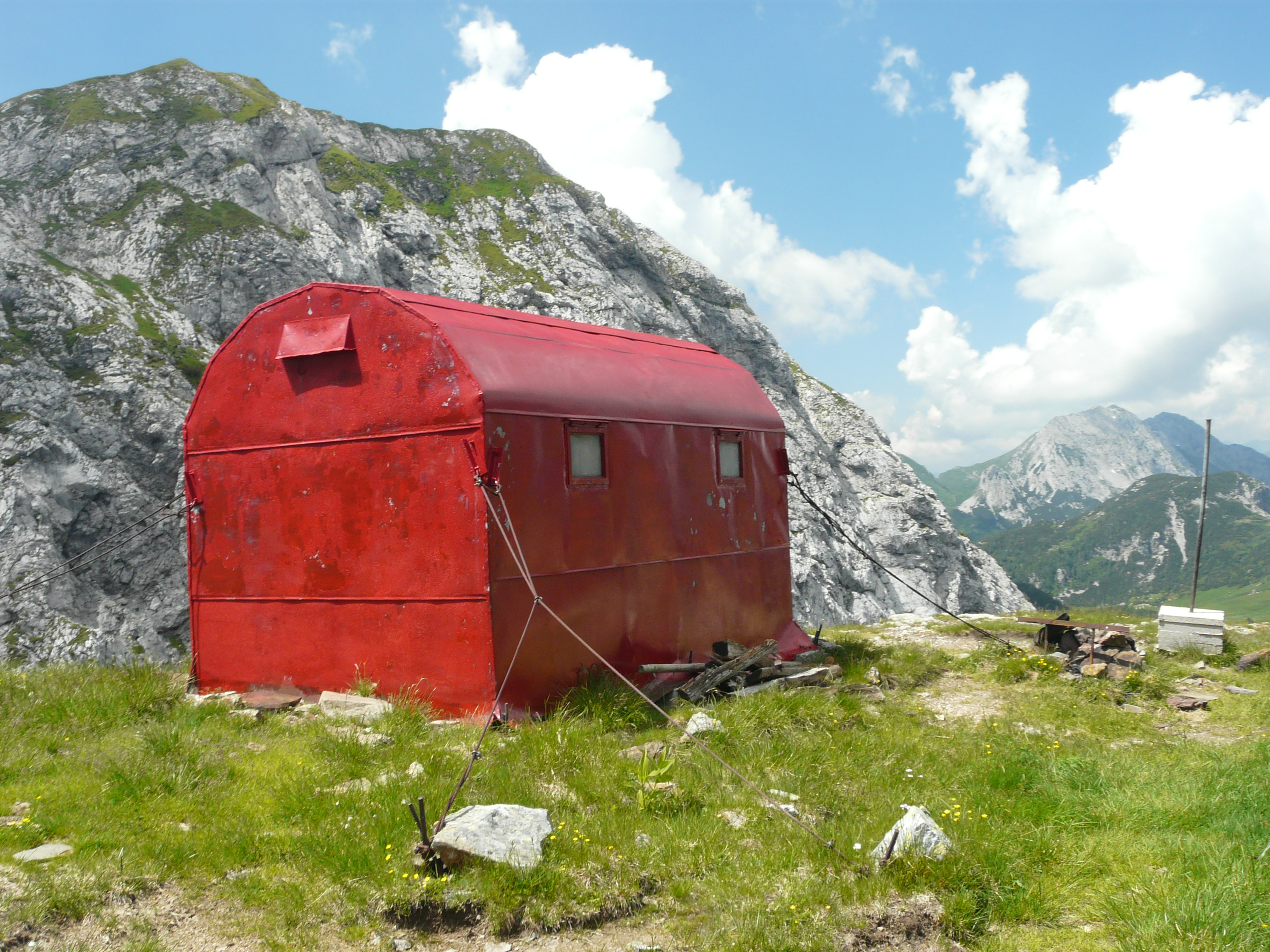
La struttura metallica del bivacco
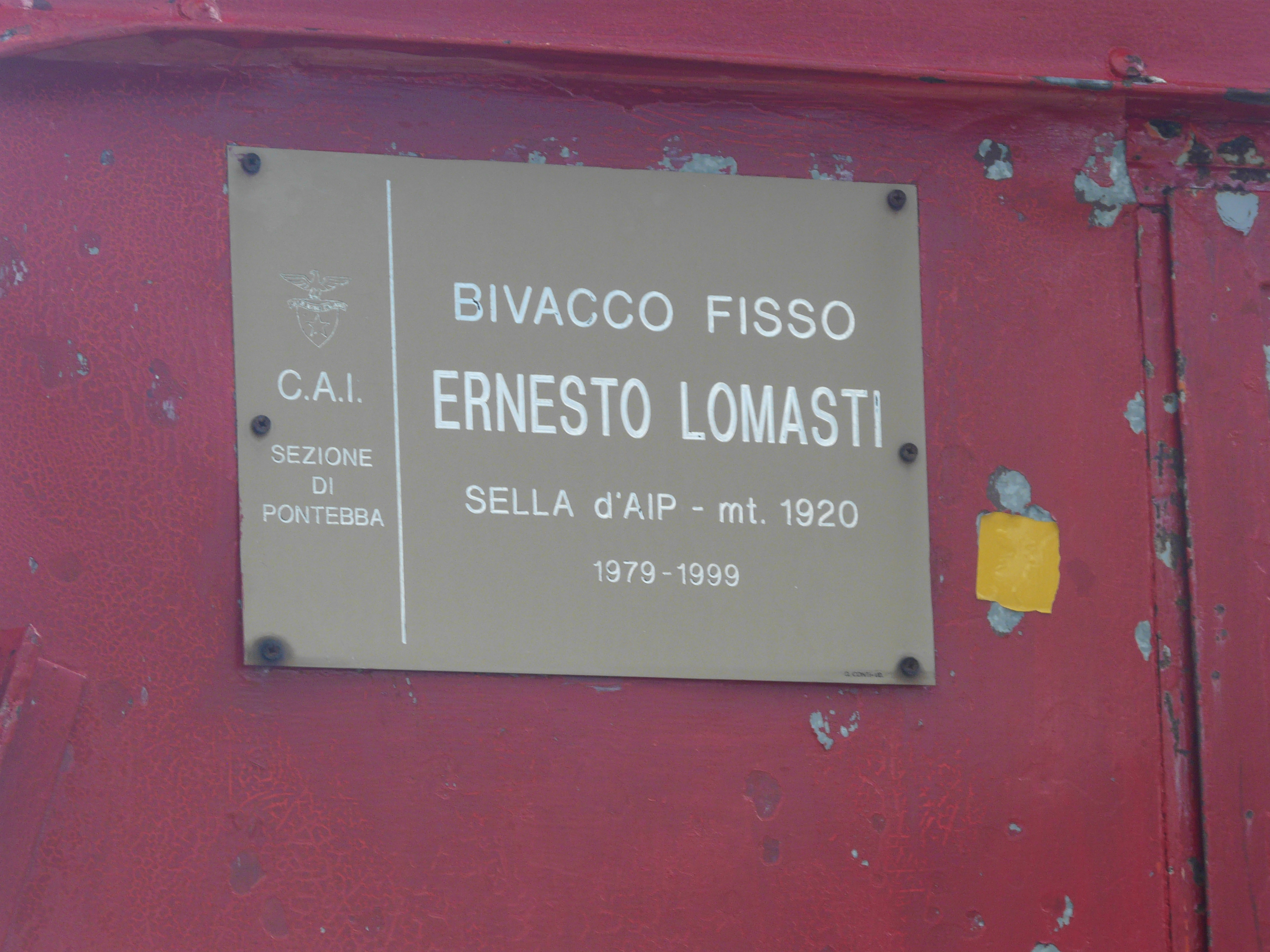
La targa dedicata a Ernesto Lomasti